# Bassa de Pla del Tro

La Bassa de Pla del Tro, respecte del terme d'Abella de la Conca

La Bassa de Pla del Tro és una bassa artificial del terme municipal d'Abella de la Conca, a la comarca del Pallars Jussà, a la vall de Carreu.
És a llevant del Pla del Tro, al sud-oest i a tocar de la cruïlla del Camí de Pla del Tro, la Pista del Grau i la Pista dels Prats.